# شکست (امواج)

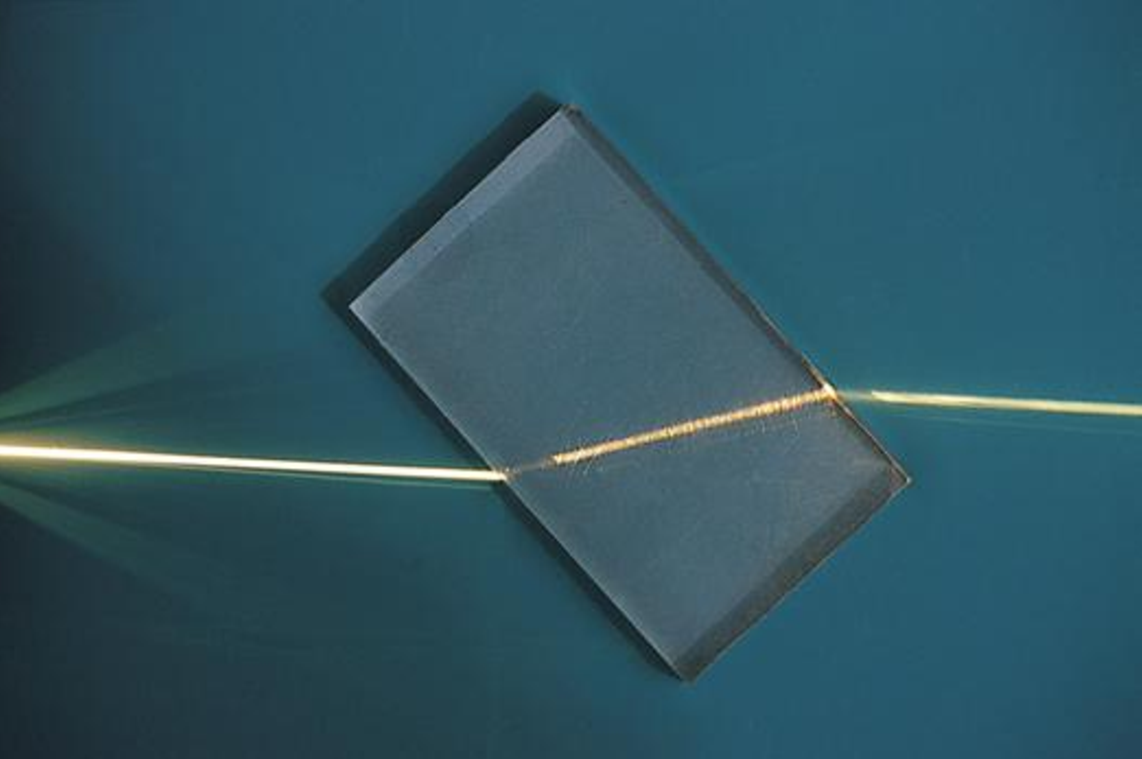
شکست پرتوی از نور در یک بلوک پلاستیکی.

در فیزیک، شکست (به انگلیسی: Refraction)، تغییر در جهت یک موج عبور کننده از یک محیط به محیط دیگر یا یک محیط با تغییرات تدریجی است. شکست نور متداول‌ترین پدیده مشاهده شده در طبیعت است، اما امواج دیگر مانند امواج صوتی، امواج آب و امواج رادیویی نیز شکست را تجربه می‌کنند. میزان شکست یک موج با تغییر سرعت موج و جهت اولیه انتشار موج نسبت به جهت تغییر سرعت تعیین می‌شود.
شکست نور یک پدیده نورشناسی است که در آن نور رسیده از یک منبع نورانی (مانند لامپ، خورشید و ستارگان) به خاطر تغییر سرعت در دو محیط با ضریب شکست متفاوت تغییر مسیر می‌دهد. هنگامی که شخص به این نور نگاه می‌کند گویی که نور دچار شکست شده‌است. برای نور، شکست از قانون اسنل پیروی می‌کند، که می‌گوید: برای یک جفت محیط معین، نسبت سینوس‌های زاویه تابش θ1 و زاویه شکست θ2 برابر با نسبت سرعت فاز (v1 / v2) در دو محیط، یا معادل آن، با شاخص‌های شکست (n2 / n1) دو محیط است.
{\displaystyle {\frac {\sin \theta _{1}}{\sin \theta _{2}}}={\frac {v_{1}}{v_{2}}}={\frac {n_{2}}{n_{1}}}}

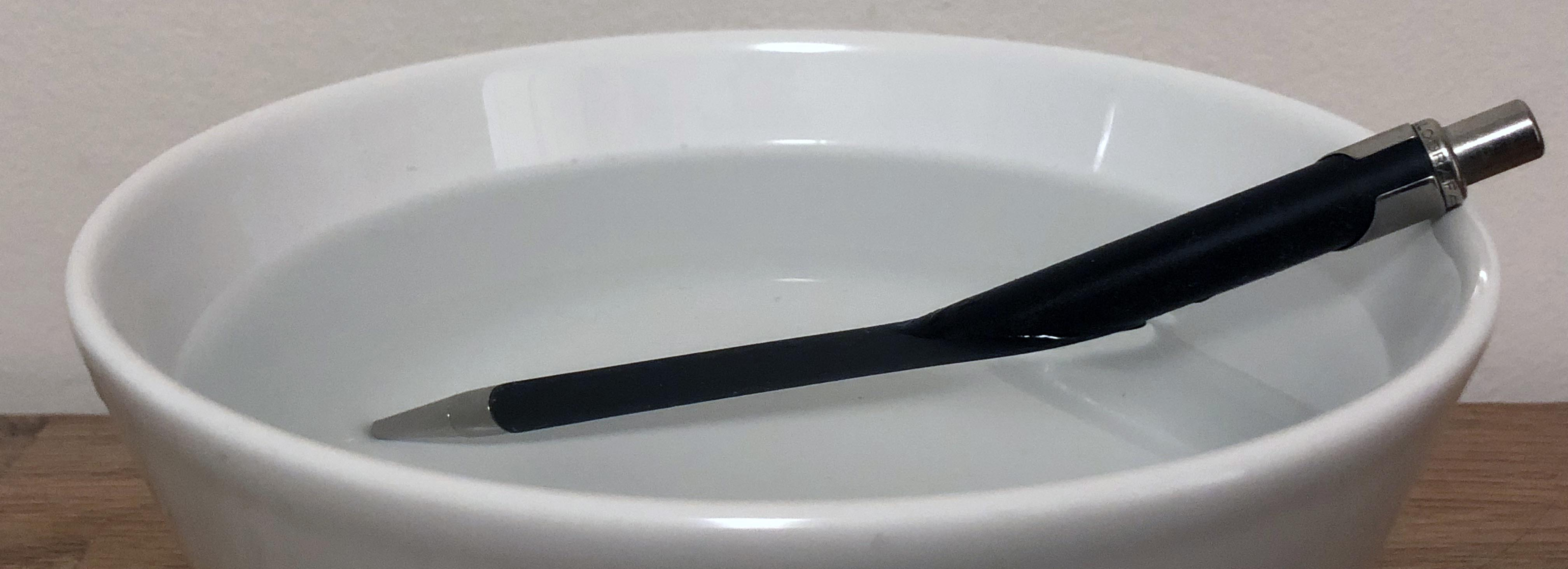
بخشی از قلم که در آب فرورفته به دلیل شکست نور در سطح آب به نظر خمیده می‌آید.

منشورهای نوری و عدسی مانند چشم انسان از شکست برای هدایت نور استفاده می‌کنند. شاخص شکست (refractive index) مواد با طول موج نور تغییر می‌کند، و به همین طریق زاویه شکست نیز تغییر می‌کند. این پدیده پراکنش نامیده می‌شود و باعث می‌شود منشورها و رنگین کمان‌ها نور سفید را به رنگ‌های طیفی تشکیل دهنده آن تجزیه کنند.

## کاربردها

هرگاه موجی به محیطی غلیظ‌تر وارد می‌شود جبهه موج فشرده می‌شود. اگر موج تغییر جهت دهد جبهه موج در یک مسیر پیوسته می‌ماند.

با استفاده از پدیده شکست نور می‌توان نور سفید یا نورهای مخلوط از چندین طول موج را به امواج تشکیل دهنده آن تجزیه نمود. اساس این پدیده متفاوت بودن سرعت نور در محیط‌های شفاف بر حسب طول موج نور است، به این ترتیب که هرچه طول موج بیشتر باشد سرعت نور در آن محیط نیز بیشتر خواهد بود؛ بنابراین نورهای مختلف با طول موج‌های مختلف مسیرهای متفاوتی را طی کرده و دچار شکست‌های متفاوتی می‌شوند. نتیجه این عمل جدا شدن امواج با طول موج‌های متفاوت از یکدیگر خواهد بود. این پدیده را می‌توان به‌طور طبیعی در رنگین کمان مشاهده کرد. قطرات آب باران نور خورشید را به طول موج‌های مختلف تجزیه می‌کنند و رنگین کمان در آسمان مشاهده می‌شود.

## شکست نور

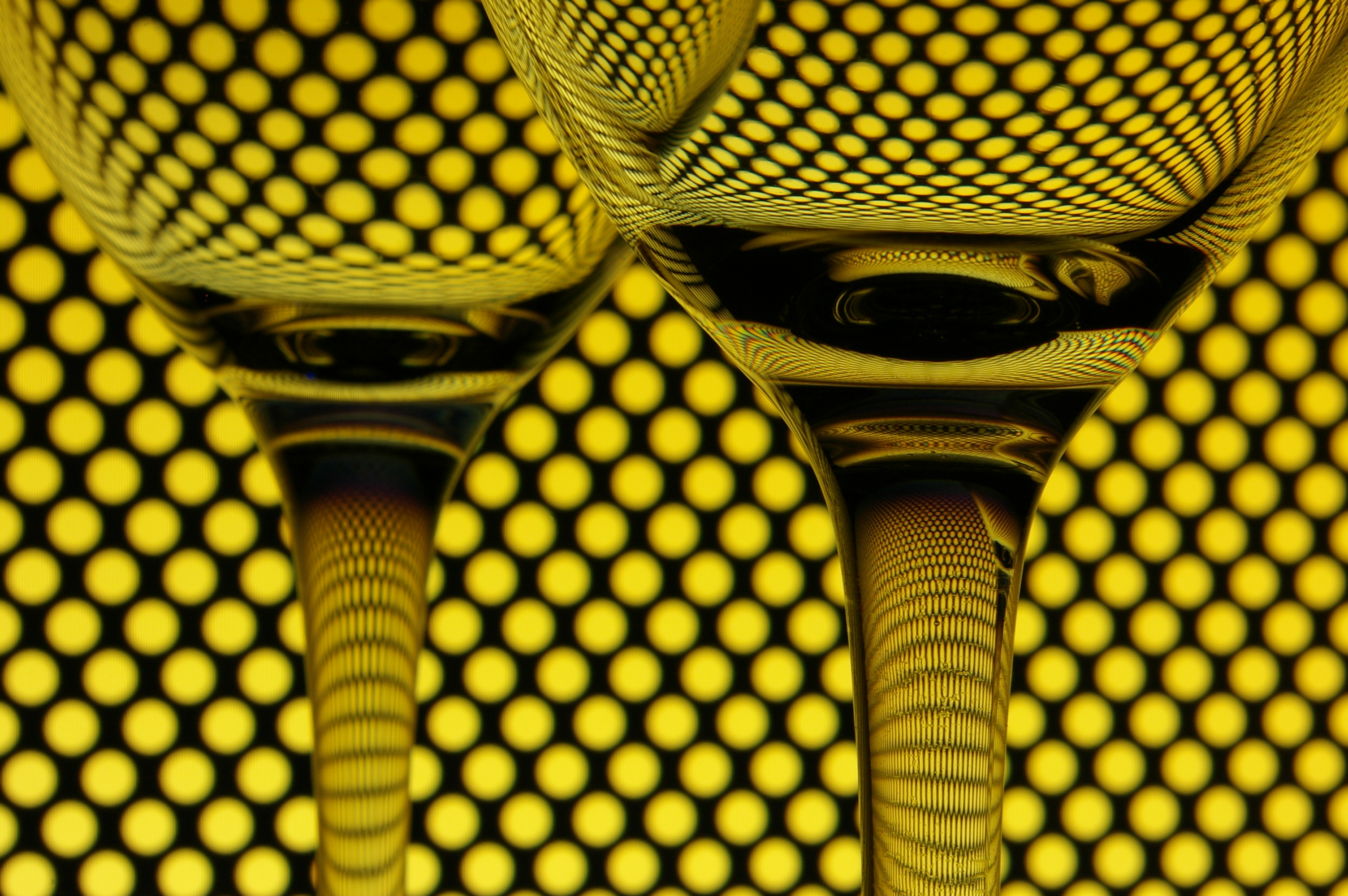
تصویر LCD در بخش های مختلف لیوان با تصویر پس زمینه (تصویر در هوا) متفاوت است که ناشی از شکست نور LCD ها در لیوان است

سرعت نور در محیط‌های شفاف مختلف یکسان نیست، بطوریکه بیشترین سرعت آن در خلأ (یا تقریباً هوا) بوده و برابر ۲۹۹٬۷۹۲٬۴۵۸ متر بر ثانیه (نزدیک ۳۰۰٫۰۰۰ کیلومتر بر ثانیه) است. در محیط‌های دیگر مثل آب و شیشه و غیره سرعت نور کمتر از این مقدار است؛ لذا هنگامی که محیط حرکت نور از نظر غلظت تغییر می‌کند سرعت آن نیز تغییر و با افزایش غلظت سرعت کاهش پیدا می‌کند و برعکس. به این ترتیب علت شکست نور تغییر سرعت آن هنگام وارد شدن به محیط شفاف دوم است. با ورود نور از محیط رقیق به غلیظ (هوا به آب)، با فرض کردن این‌که یک خط عمود بر روی مرز آب و هوا که یک طرف آن در آب و طرف دیگر در هوا هست، نور به خط عمود نزدیکتر می‌شود و برعکس از محیط غلیظ به رقیق باشد (شیشه به هوا) از خط عمود دور تر می‌شود؛ و اگر نور مستقیم بتابد شکستی رخ نمی‌دهد.

### رابطهٔ ضریب شکست با زاویهٔ پرتو نور
حاصل ضرب سینوس زاویهٔ مایل در ضریب شکست ان محیط مقداری ثابت است:
مقدار ثابت {\displaystyle sin(i)*n=}

### رابطهٔ ضریب شکست با سرعت نور
حاصل ضرب سرعت نور در ضریب شکست ان محیط مقداری ثابت است:
مقدار ثابت {\displaystyle v*n=}

### رابطهٔ ضریب شکست با طول موج نور
حاصل ضرب طول موج نور در ضریب شکست محیط مقداری ثابت است:
مقدار ثابت λ * n =

## نگارخانه

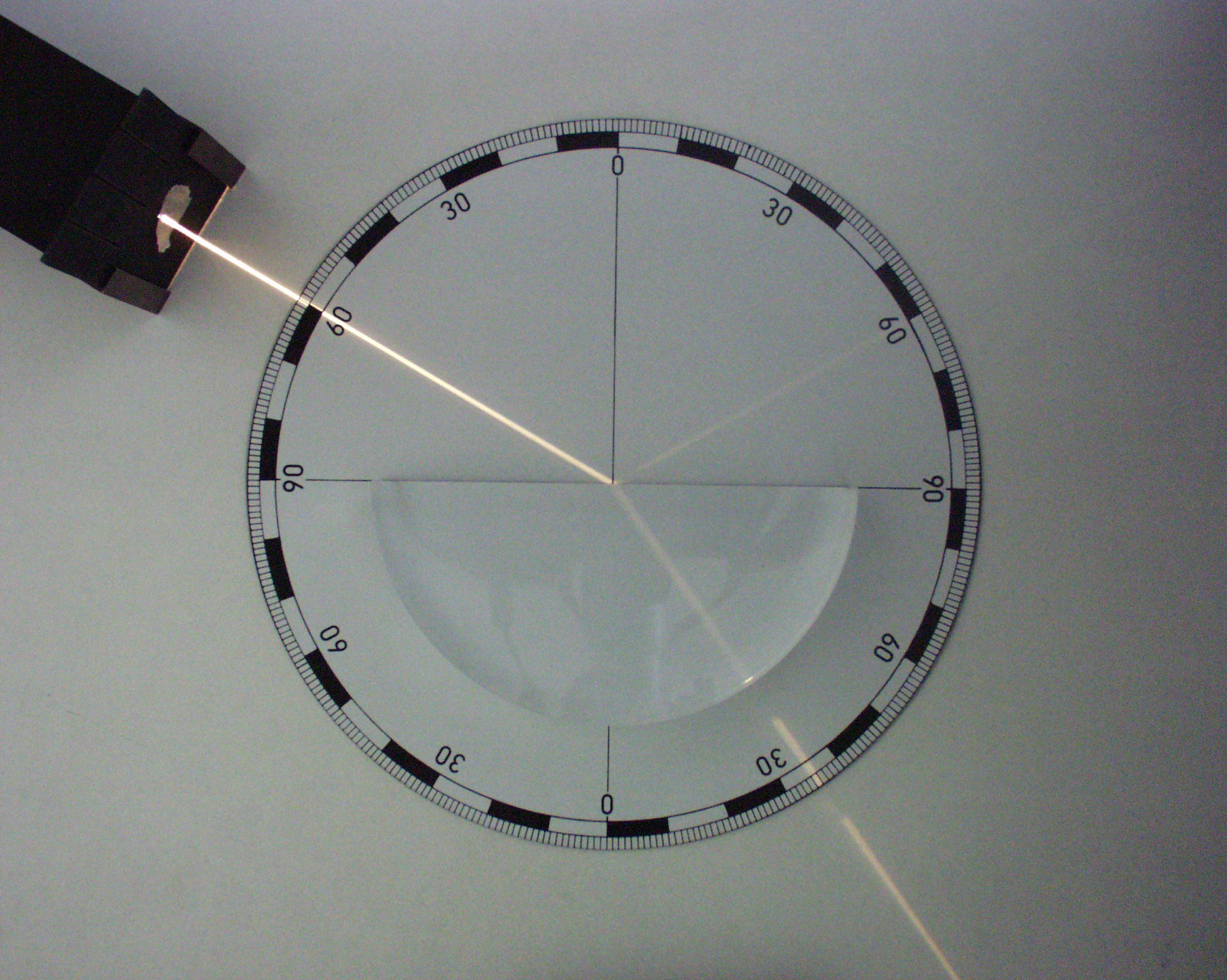
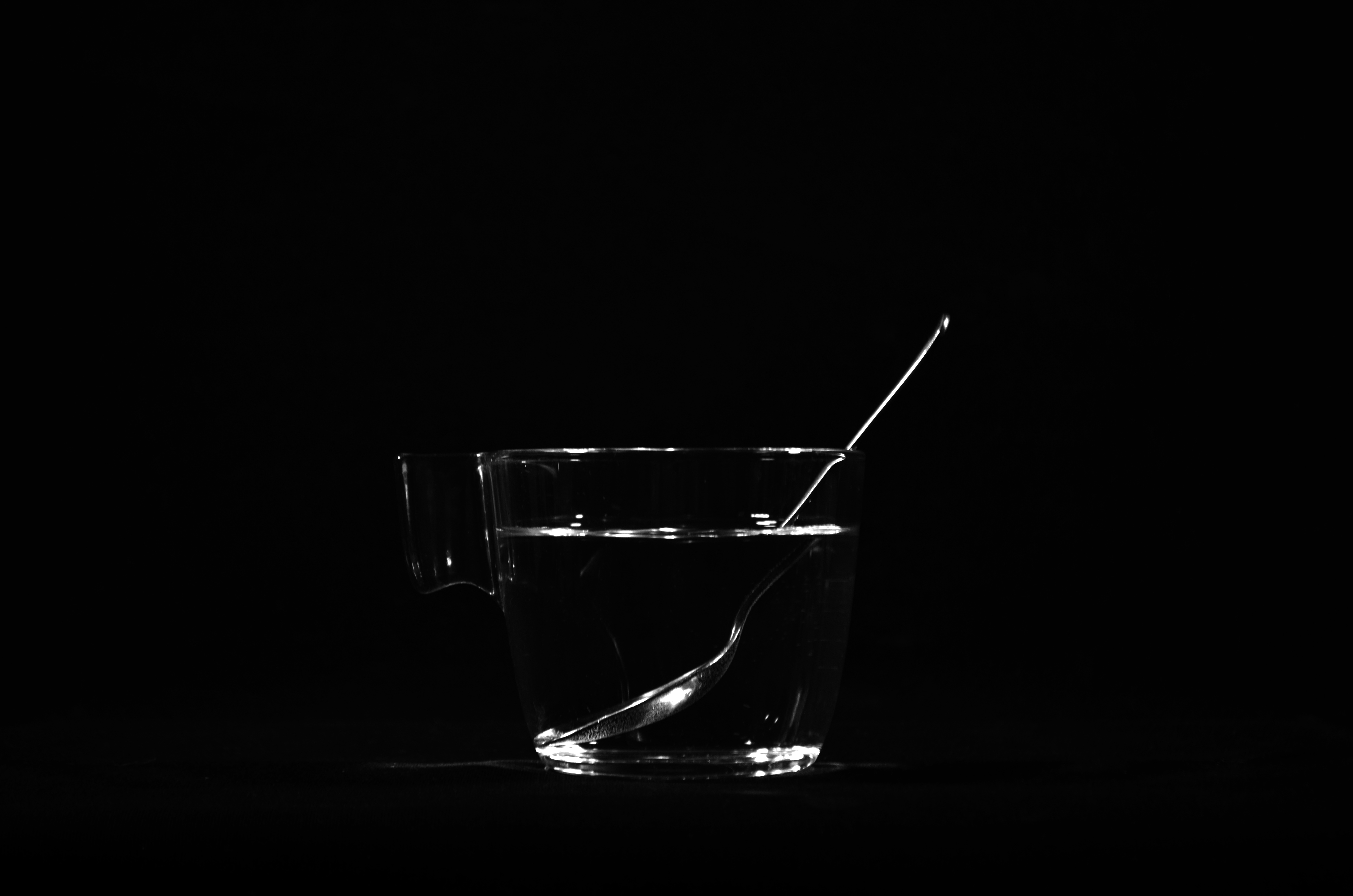
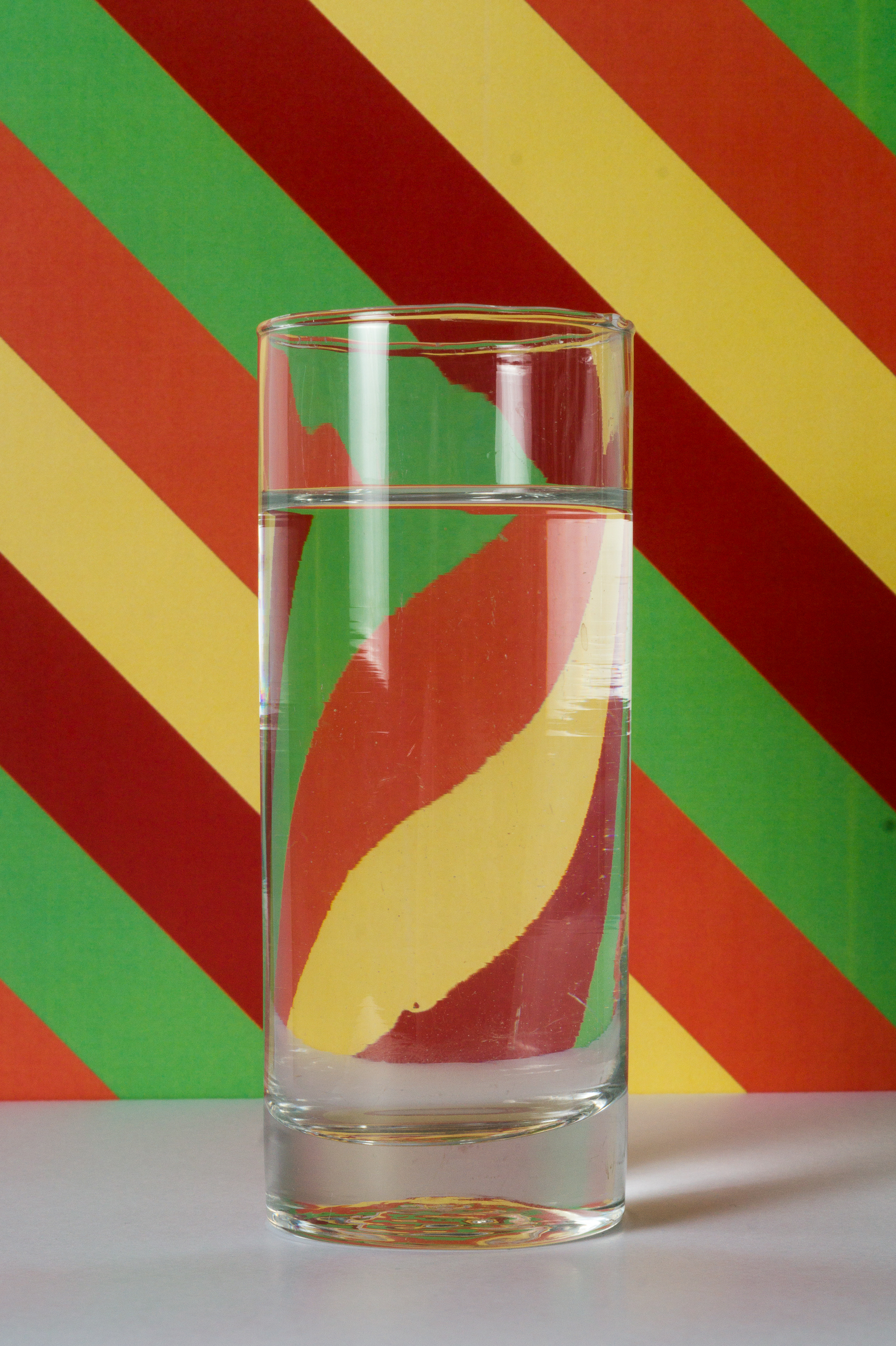
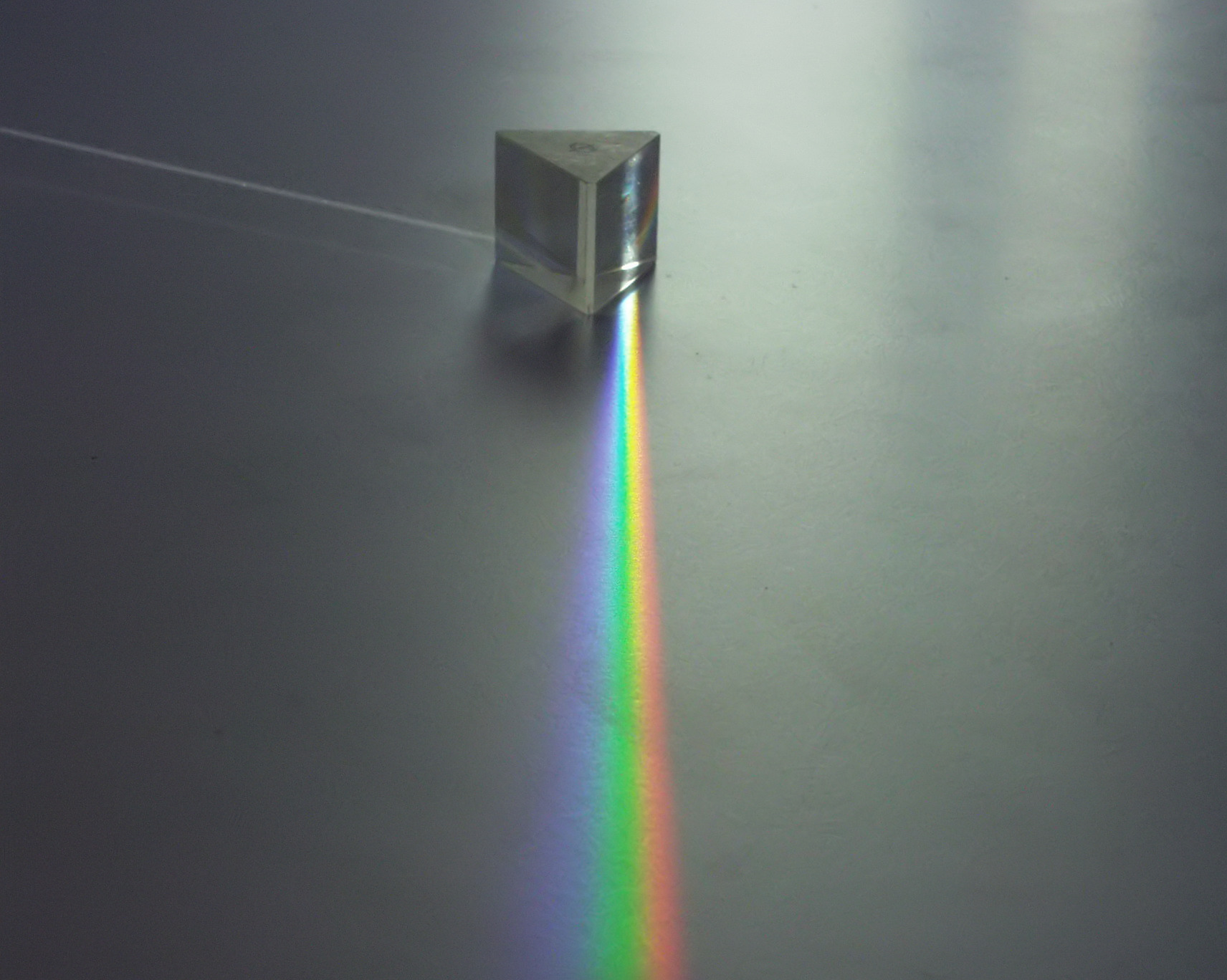